# Fossalta di Piave
Fossalta di Piave (Fossalta, pronuncia [foˈsalta] in veneto) è un comune italiano di 4 232 abitanti della città metropolitana di Venezia in Veneto.

## Storia

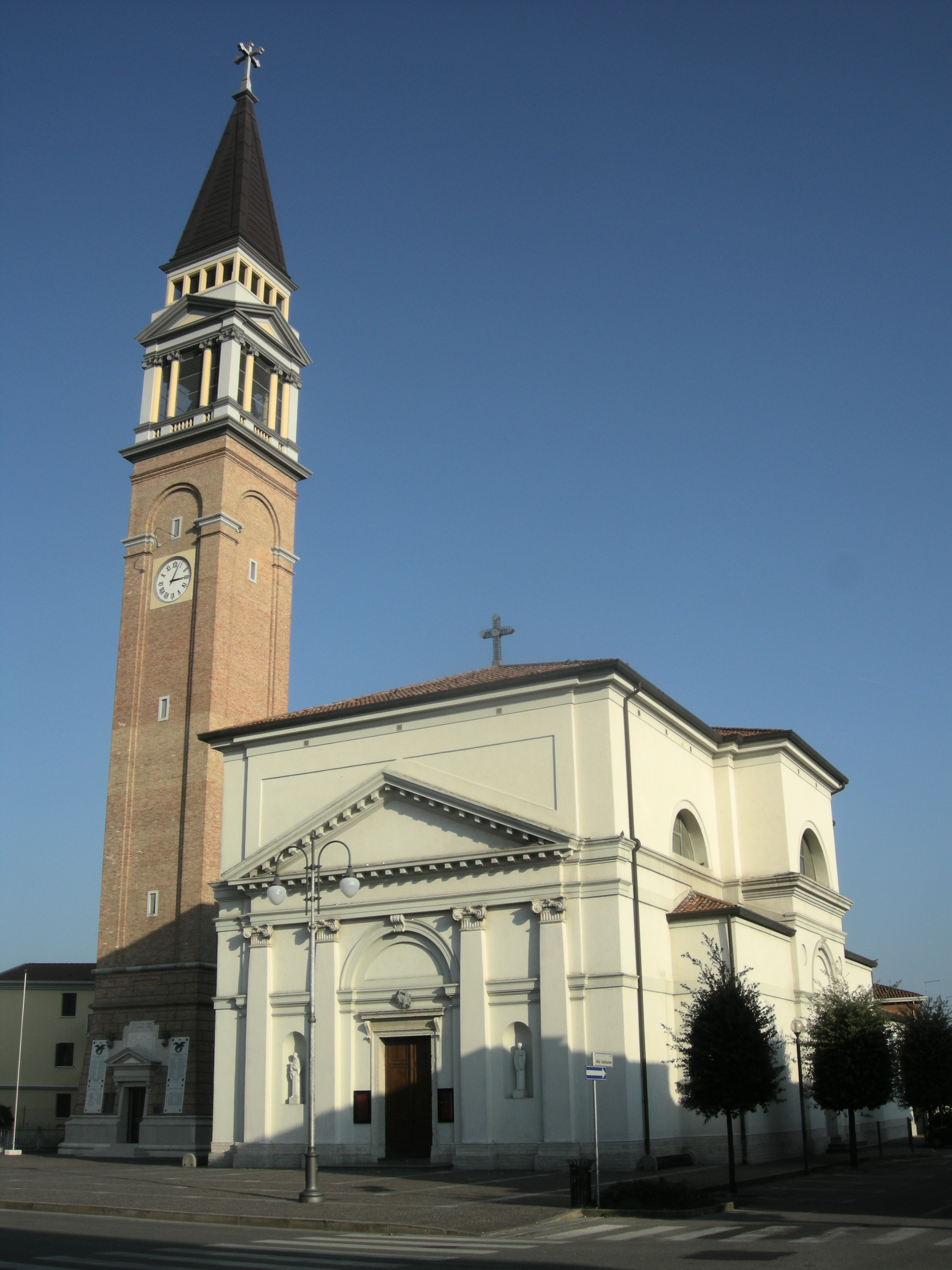
Facciata della chiesa di Fossalta

### L'età antica
Nell'età romana il territorio fossaltino costituiva l'estremità orientale dell'agro della ricca Altino ed il suo guado era utilizzato da una strada che collegava quella città con Oderzo e l'alto Friuli. La tradizione vuole che, agli albori del Cristianesimo, per quella via sia giunto sant'Ermagora che qui avrebbe esposto la buona novella e battezzato un centinaio di catecumeni.

### Il medioevo
Forse Fossalta (Fovea Alta) era già villaggio nel 1032 quando divenne possesso dei patriarchi d'Aquileia, per l'investitura data dall'imperatore Corrado secondo al patriarca Poppone, e più probabilmente lo era allorché nel 1177 fu ceduta in feudo al potente casato dei da Romano. Devastata nel 1192 dai trevigiani, guidati da Federico di San Pancrazio con l'estinzione dei da Romano (1260) restò soggetta al comune di Treviso, nonostante la rimostranze dei patriarchi aquileiesi che, però, nel 1292 rinunciarono ai loro diritti sul paese. Fossalta divenne una frazione di Noventa di Piave, posta dirimpetto oltre il fiume, centro dalla cui pieve dipendeva religiosamente sino dal 1151. La "fittanza" ad Anafio di Morgan stipulata nel 1283 dal comune di Treviso rileva che a quella data tra Fossalta e Noventa si era istituito un traghetto sul Piave; passo che, stando ad un documento del 1315, veniva utilizzato per una strada (Calnova) sovrappostasi all'antica via romana ed assai frequentata, essendo la via più breve tra Venezia, Motta di Livenza e l'Alto Friuli.

### La Repubblica di Venezia
Nel XV secolo il paese fu incluso nella podesteria di Oderzo per l'assoggettamento alla Repubblica di Venezia della Marca Trevigiana. La Serenissima beneficiò il paese poiché nel 1493, per incentivare i commerci con l'Opitergino, fece scavare un canale (Fossetta) dal Margine della Laguna Veneta (Portegrandi) all'attuale piazza Matteotti, dove si allargava a formare un porticciolo, che divenne subito il nuovo centro del paese, venendo attorniato da abitazioni e negozi. Oltre all'intenso traffico commerciale, svolto da panciuti burci lentamente trainati con grossi canapi da animali (e uomini) posti sugli argini, la Fossetta valorizzò il traghetto posto sul Piave tra Fossalta e Noventa, poiché nel porticciolo fossaltino fece capo una specie di diligenza fluviale (la "barcaccia") che faceva la spola tra il paese e Venezia; di conseguenza il traghetto divenne un punto obbligato per quanti proseguivano il viaggio verso il mottense. Infine il canale divenne una delle maggiori arterie di approvvigionamento alimentare di Venezia, trasformatasi in una delle vie preferite nel giornaliero trasporto in città del latte e del pane, quest'ultimo a seguito dell'allontanamento dei fornai da Venezia decretato per timori di incendi. Essenziale fu per Fossalta l'opera voluta da Venezia al fine della salvaguardia della laguna dagli interramenti causati dal Piave: la costruzione lungo il versante destro del fiume, da Sant'Andrea di Barbarana a Torre di Caligo dell'Argine di San Marco, più alto dell'opposto. L'opera, realizzata dal 1534 al 1543, indirizzò la maggioranza delle inondazioni sulla sinistra del Piave, non preservando del tutto il comune dalle alluvioni (delle quali la più recente del 1966). Sino al XVIII secolo, infine, i più nobili casati veneziani acquistarono vaste proprietà in Fossalta, incentivando l'agricoltura ed abbellendo il paese con fastose ville destinate alla villeggiatura.

### Da Napoleone all'Unità d'Italia
Con il napoleonico Regno d'Italia (1806-1815) si ebbe la costituzione del comune ed il passaggio di Fossalta dall'area trevigiana a quella veneziana per l'inclusione nel distretto di San Donà di Piave, compreso nel Dipartimento dell'Adriatico, l'odierna provincia di Venezia. Subentrato il dominio asburgico, con il Regno Lombardo Veneto (1815-1866) Fossalta Di Piave ottenne anche l'autonomia religiosa (cattolica), con il distacco dalla pieve noventana e la sua erezione a parrocchia (1854).

### Dal 1866 a oggi

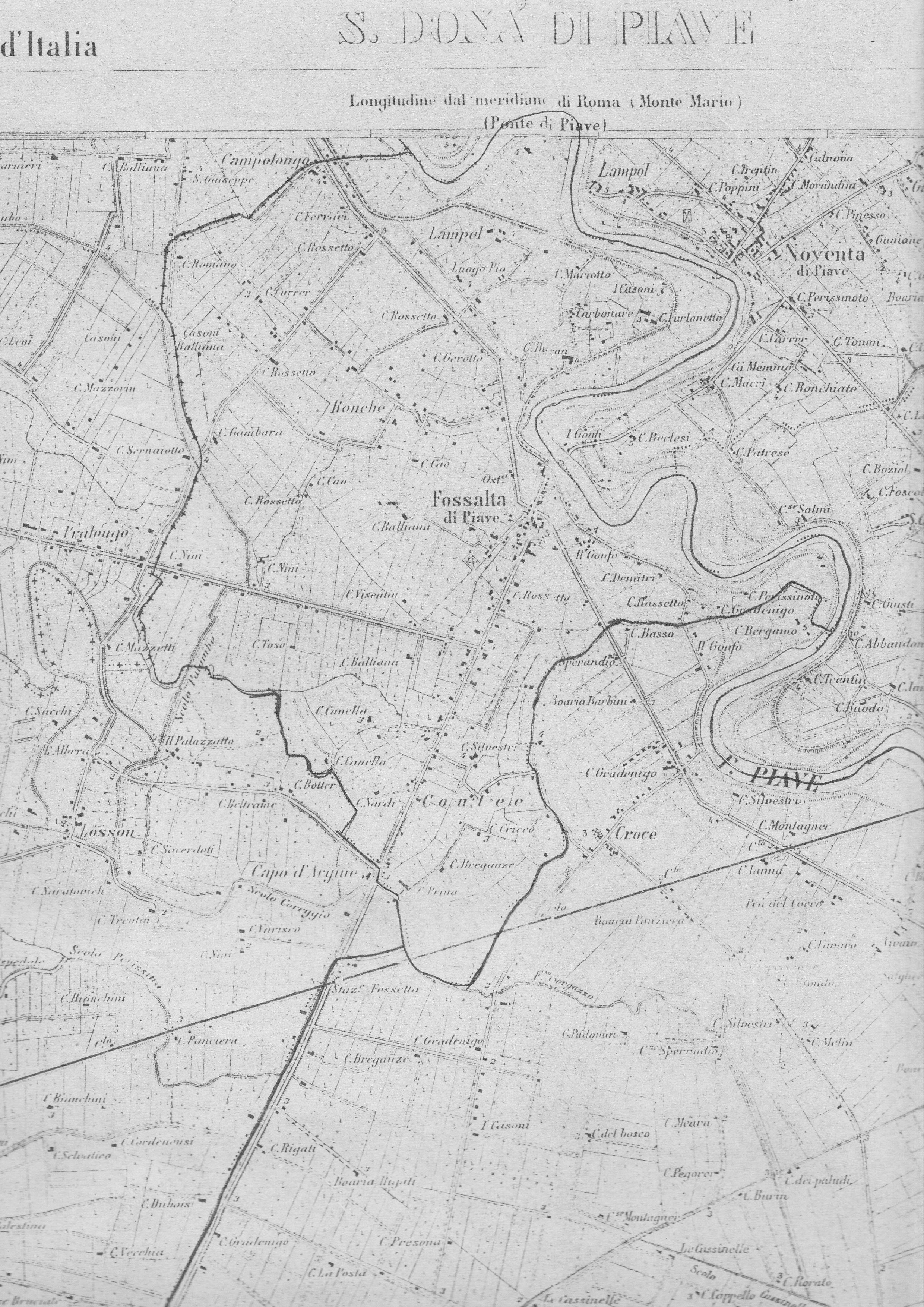
Fossalta di Piave dalla cartografia IGM del 1892 (sono evidenziati gli attuali confini del territorio comunale)

Nel 1867 il comune di Fossalta assunse la denominazione di "Fossalta di Piave".
Gli ultimi scorci del secolo videro una forte espansione del centro urbano, il sorgere delle prime scuole e la costruzione di una nuova chiesa. Nell'autunno del 1917, per la rotta di Caporetto, le truppe italiane furono costrette a ripiegare ed a attestarsi sul lato destro del Piave, cosicché Fossalta venne a trovarsi a ridosso della linea di fuoco nemica, ed i suoi abitanti furono costretti ad evacuarla. In queste giornate combatterono i giovanissimi richiamati alle armi a 18 anni, i "ragazzi del '99" che per anni sono ritornati a Fossalta per ricordare i luoghi di quelle battaglie. Seguì la ricostruzione, e il paese si sviluppò ulteriormente, attraversando la seconda guerra mondiale, fino ai giorni nostri.

### Simboli
Lo stemma e il gonfalone comunali sono stati concessi con decreto del presidente della Repubblica del 15 luglio 1950.

Stemma
(Art. 2 c. 1 dello Statuto)
Gonfalone
ed i cordoni saranno argentati. L'asta verticale sarà coperta di velluto dai colori rosso e azzurro con bullette argentate poste a spirale. Nella freccia sarà rappresentato lo stemma del Comune e sul gambo inciso il nome. Cravatta e nastri tricolorati dai colori nazionali frangiati di argento.»
(Art. 2 c. 2 dello Statuto)

## Monumenti e luoghi d'interesse

### Architetture religiose
- Parrocchiale dell'Immacolata Concezione, costruita nel 1921 in seguito alla distruzione della precedente chiesa ottocentesca, avvenuta nel 1918.

### Architetture civili

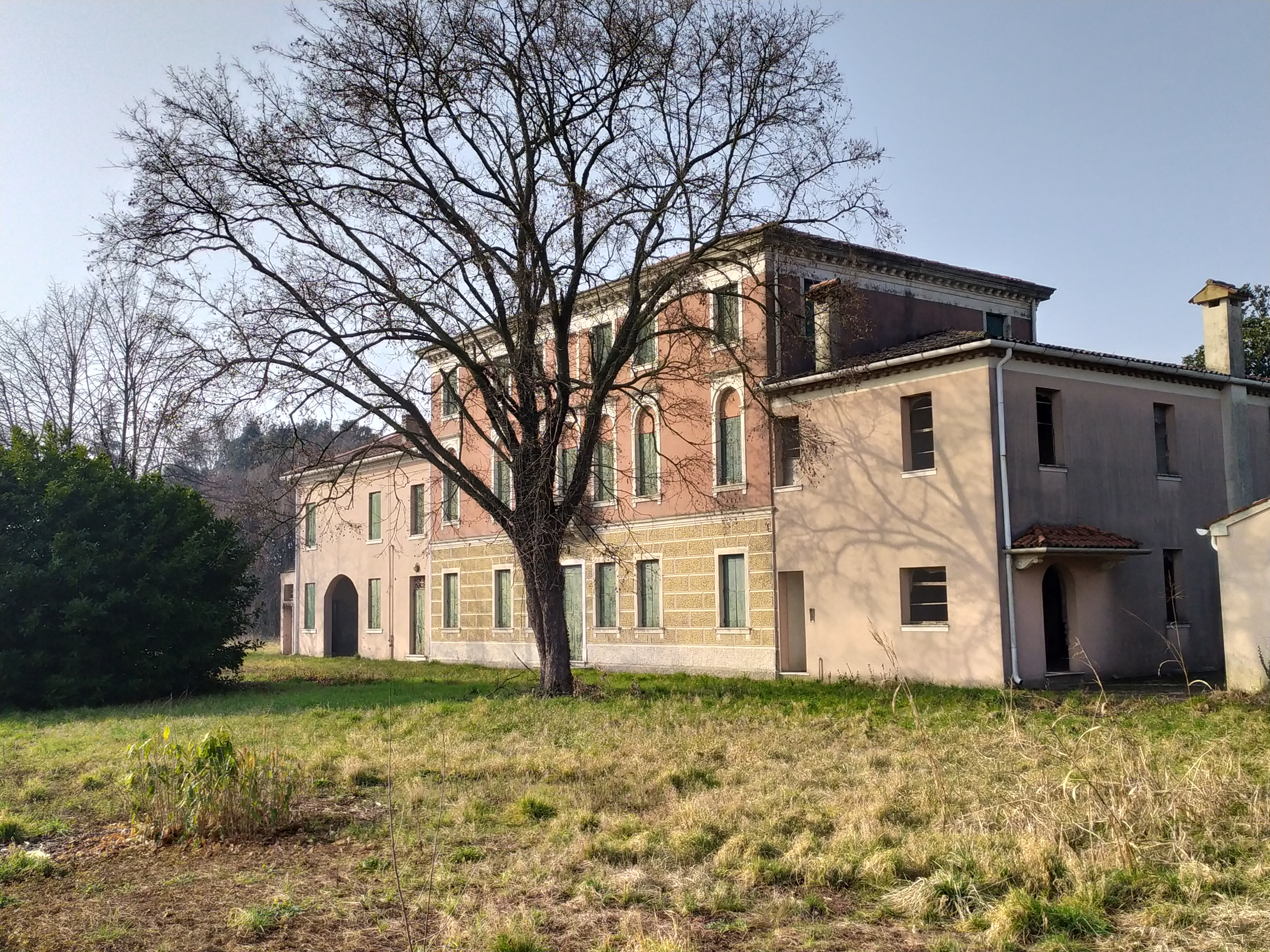
Villa Tolotti-Silvestri.

- Stele di Hemingway e Monumento alla Pace[9][10]
- Villa Bortolotti, Belloni, Marini, detta "Canthus" (XIX sec.)[11]
- Villa Manfredi De Blasiis Franceschini (XVIII sec.)[12]
- Villa Rossetto (XIX sec.)
- Villa Tolotti - Silvestri (XVIII sec.)[13]

## Società

### Evoluzione demografica
Abitanti censiti

## Cultura

### Cittadinanza onoraria ai Ragazzi del '99

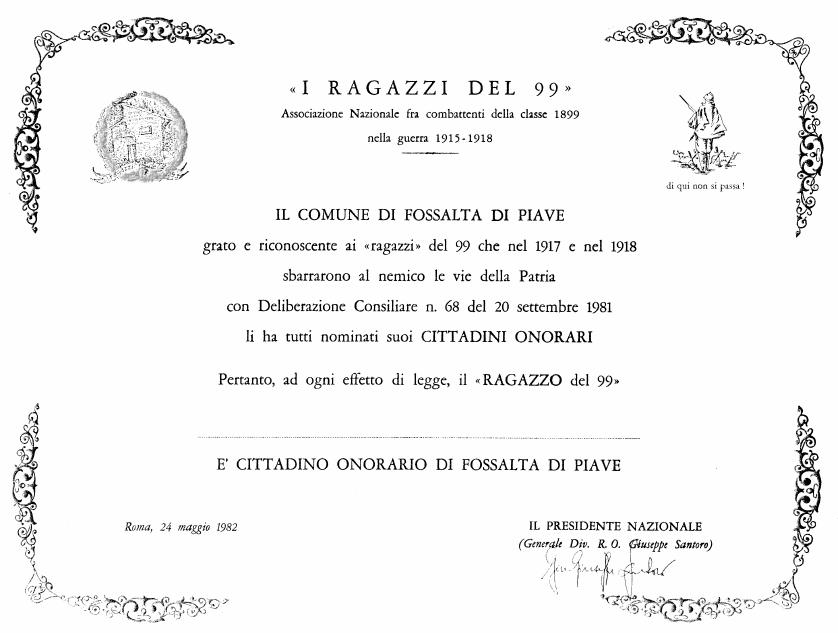
Diploma di Cittadino Onorario del Comune di Fossalta di Piave per i Ragazzi del '99

Nel 1981 i "Ragazzi del '99" tennero a Fossalta di Piave un raduno nazionale, tornando nei luoghi di battaglia 65 anni dopo ed inaugurarono un "cippo" sull'Argine Regio, dove più violenti furono i combattimenti. Sempre sull'Argine Regio eressero un "Monumento Battistero", quale segno perenne di pace, di riconciliazione e di fratellanza.
Per l'occasione il Comune di Fossalta di Piave, con deliberazione consiliare n° 68 del 20 settembre 1981, nominò tutti i "Ragazzi del '99" suoi cittadini onorari, ad ogni effetto di legge, con la seguente motivazione: grato e riconoscente ai "ragazzi" del '99 che nel 1917 e nel 1918 sbarrarono al nemico le vie della Patria.
Il 19 giugno 1983 fu inaugurato il "Monumento Battistero" (progetto dell'arch. Marco Furiassi di Firenze) e promossa l'annuale "Giornata della Pace" realizzata dal Comune di Fossalta di Piave.

## Geografia antropica

### Frazioni
Al comune non appartiene nessuna frazione oltre al capoluogo, ma sono comunque degne di nota alcune località.
A partire da sud, lungo la SP 48 che collega la SS 14 al centro, il primo agglomerato è Capodargine, in parte compreso nei comuni di Meolo e Musile di Piave. Il toponimo è un chiaro riferimento alla posizione all'inizio del canale Fossetta, che dirige le acque dello scolo Correggio verso il Sile a Portegrandi. Vi si trova la stazione di Fossalta che, in realtà, sorge in comune di Musile. Procedendo lungo la stessa strada si incontra Contee.
A est del centro di Fossalta, lungo il Piave, si trova il Gonfo, località che si estende anche al di là del fiume nei comuni di Noventa e San Donà; il toponimo ha origini latine e allude alla presenza di un'ansa.
Si imbocca l'Argine San Marco, che si dirige a nord verso Zenson; alla destra della strada, ancora presso le rive del Piave si trova Lampol, mentre alla sinistra, lungo la laterale via della Favorita, sorgono le Ronche. Prima di entrare in comune di Zenson, lungo l'arteria si trova Campolongo.

## Amministrazione
| 1980 | 1985      | Adriano Vendrame      | Lista civica                                  | Sindaco |   |      |      |                 |                                                   |         |  |
| 1985 | 1986      | Gustavo Rui           | Democrazia Cristiana                          | Sindaco |   |      |      |                 |                                                   |         |  |
| 1986 | 1990      | Gerardo Gorghetto     | Democrazia Cristiana                          | Sindaco |   |      |      |                 |                                                   |         |  |
| 1990 | 1993      | Gerardo Gorghetto     | Democrazia Cristiana                          | Sindaco |   |      |      |                 |                                                   |         |  |
| 1993 | 1993      | Gustavo Rui           | Democrazia Cristiana                          | Sindaco |   |      |      |                 |                                                   |         |  |
| 1993 | 1995      | Carlo Fantinello      | Democrazia Cristiana                          | Sindaco |   |      |      |                 |                                                   |         |  |
| 1995 | 1999      | Carlo Fantinello      | Partito Popolare Italiano                     | Sindaco |   |      |      |                 |                                                   |         |  |
| 1999 | 2004      | Carlo Fantinello      | Lista civica - Centro-sinistra                | Sindaco |   |      |      |                 |                                                   |         |  |
| 2004 | 2009      | Bruno Perissinotto    | Lista civica                                  | Sindaco |   |      |      |                 |                                                   |         |  |
| 2009 | 2019      | Massimo Sensini       | La Piave (Centro-destra)                      | Sindaco | - | 2019 | 2024 | Manrico Finotto | Fossalta viva per il bene comune(centro-sinistra) | Sindaco |  |
| 2024 | in carica | Alessandra Sartoretto | Alessandra Sartoretto Sindaco (centro-destra) | Sindaco |   |      |      |                 |                                                   |         |  |

## Sport

### Calcio
La squadra di calcio del paese è l'A.C.D. Fossalta Piave, fondato nel 1926, che milita nel girone H di Prima Categoria, dopo essere retrocesso nella stagione 2022-2023. In passato ha partecipato per tre stagioni (1949-1950, 1950-1951 e 1951-1952) alla Promozione, in quegli anni il corrispettivo dell'attuale Serie D.

### Ciclismo
A Fossalta di Piave si svolge il "Trofeo Bottecchia", già "Medaglia d'Oro Bottecchia", storica competizione riservata ai dilettanti e intitolata a Ottavio Bottecchia. Vinta nei primi anni del terzo millennio anche da Oscar Gatto e Andrea Pasqualon, negli anni dal 2010 al 2020 la prova è stata aperta alle sole categorie giovanili (fino agli Juniores). Dal 2021 (85ª edizione) si svolge come prova regionale per Elite/Under-23, inserita nel calendario della Federciclismo, grazie all'organizzazione dell'ASD Bici & Bike di San Donà di Piave.